# آمنة بنت الشريد
آمنة بنت الشريد (ت. 50 هـ). هي زوجة عمرو بن الحمق الخزاعي، فصيحة من أهل الكوفة.
لما قتل علي بن أبي طالب بعث معاوية في طلب شيعته، فكان فيمن طلب عمرو بن الحمق الخزاعي لكنه لم يظفر به، فأمر معاوية بحبس آمنة في سجن دمشق لسنتين بسبب فرار زوجها، ثم إن زوجها قتل على يد عبد الرحمن بن أم الحكم وأحضر رأسه؛ فألقى في حجرها، فدعت على معاوية فطلبها وسألها فلم تنكر ما قالت، فأمرها بالخروج فخرجت وقال ”يحمل إليها مايقطع به لسانها عنى ويخف بها إلى بلدها“، فلم أعطيت ما أمر لها به قالت ”يا عجبي لمعاوية يقتل زوجي ويبعث إليَّ بالجوائز“. ثم رحلت تريد الكوفة غير أنها ماتت بالطاعون في حمص.

### كتب
- أعيان الشيعة. محسن الأمين، طبع بيروت - لبنان، تاريخ الطبع مفقود، منشورات دار التعارف.

### إشارات مرجعية
1. ↑  الديارات 114
2. ↑  خير الدين الزركلى : الأعلام – قاموس تراجم لأشهر الرجال والنساء من العرب والمستعربين والمستشرقين -المجلد الأول – دار العلم للملايين – الطبعة السابعة مايو- أيار 1986 .
3. ↑  كامل سلمان الجبوري (2003). معجم الأدباء من العصر الجاهلي حتى سنة 2002م. بيروت: دار الكتب العلمية. ج. 1. ص. 399. ISBN:978-2-7451-3694-7. LCCN:2003489875. OCLC:54614801. OL:21012293M. QID:Q111309344.
4. ↑  أعلام النساء جزء 1 - صفحة 4
5. ↑  
الأمين، محسن. أعيان الشيعة - ج2. ص. 95. مؤرشف من الأصل في 2019-12-08.